# Großwarasdorf
Großwarasdorf è un comune austriaco di 1 409 abitanti nel distretto di Oberpullendorf, in Burgenland. Abitato anche da croati del Burgenland, è un comune bilingue; il suo nome in croato è Veliki Borištof.